# Tryvannstårnet
Tryvannstårnet är ett TV-torn som står på Tryvasshögda 529 m över havet i norra delen av Oslo, nära Frognerseteren. Det innehöll tidigare bland annat  rundradiosändare för TV och ljudradio, men står idag tomt efter att FM-nätet släcktes i Norge år 2017. Tornet, som byggdes 1962, når 118 m över mark med antennspiran. 60 m upp finns en utsiktsplattform, från vilken man klara dagar kan se till Värmland. Plattformen var tidigare öppen för allmänheten, men stängdes 2005 av ekonomiska skäl. Antalet besökande hade minskat från 120 000 på 1980-talet till 23 000 år 2003 och brandskyddet uppfyllde inte de nya kraven.
I juni 2024 lade Oslo kommun ut tornet till försäljning och i januari 2025 meddelades att det hade sålts för 14 miljoner kronor. De nya ägarna planerar att rusta upp tornet och inreda en restaurang i tre våningar.
Tidigare har på platsen funnits hela fyra rena utsiktstorn, alla uppförda av konsul Thomas Johannesen Heftye, som var den som också byggde Frognerseteren som sommarbostad åt sin egen familj.

## Bildgalleri

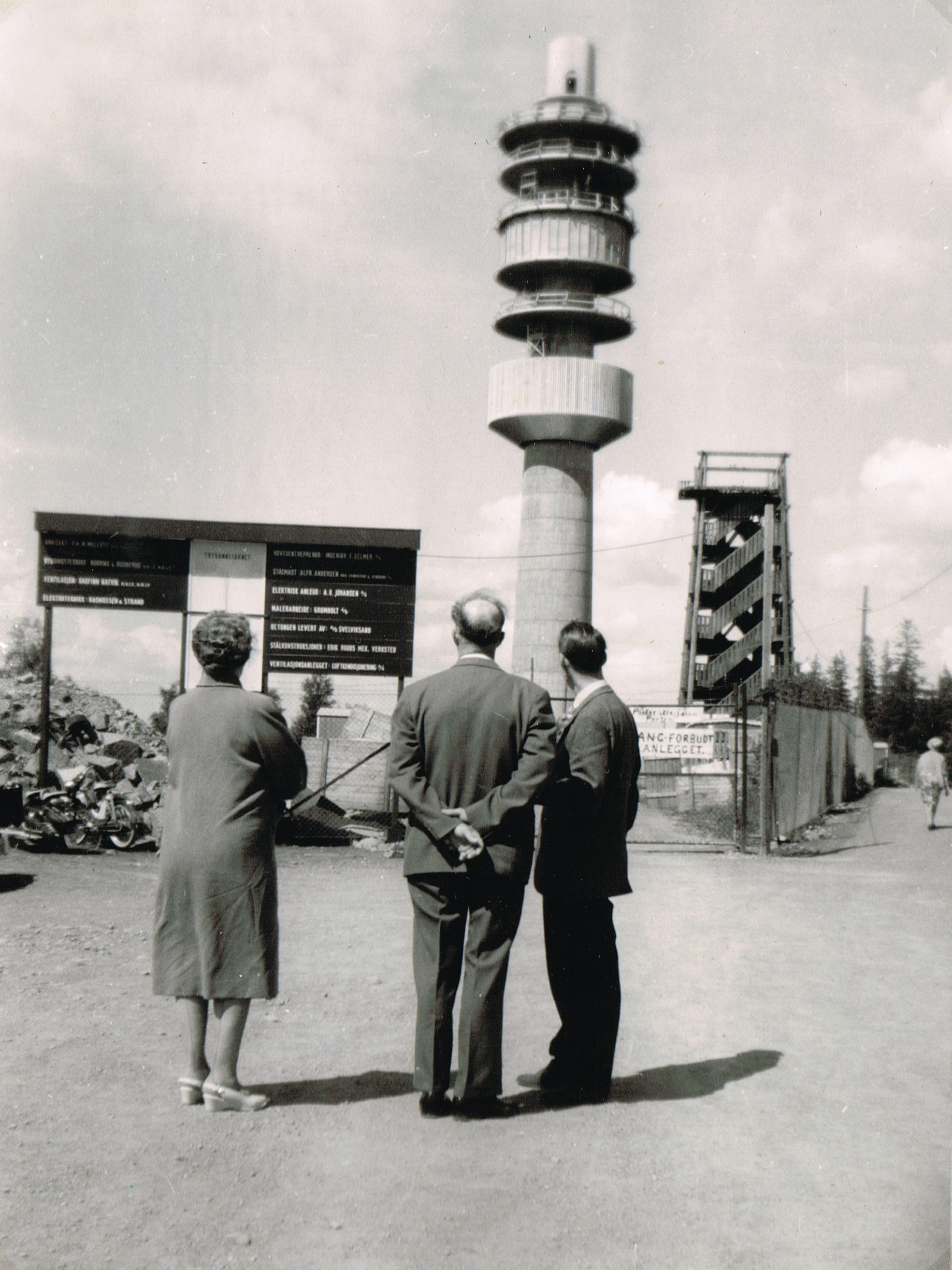
Tryvannstårnet under byggnad sommaren 1961 - det gamla trätornet till höger
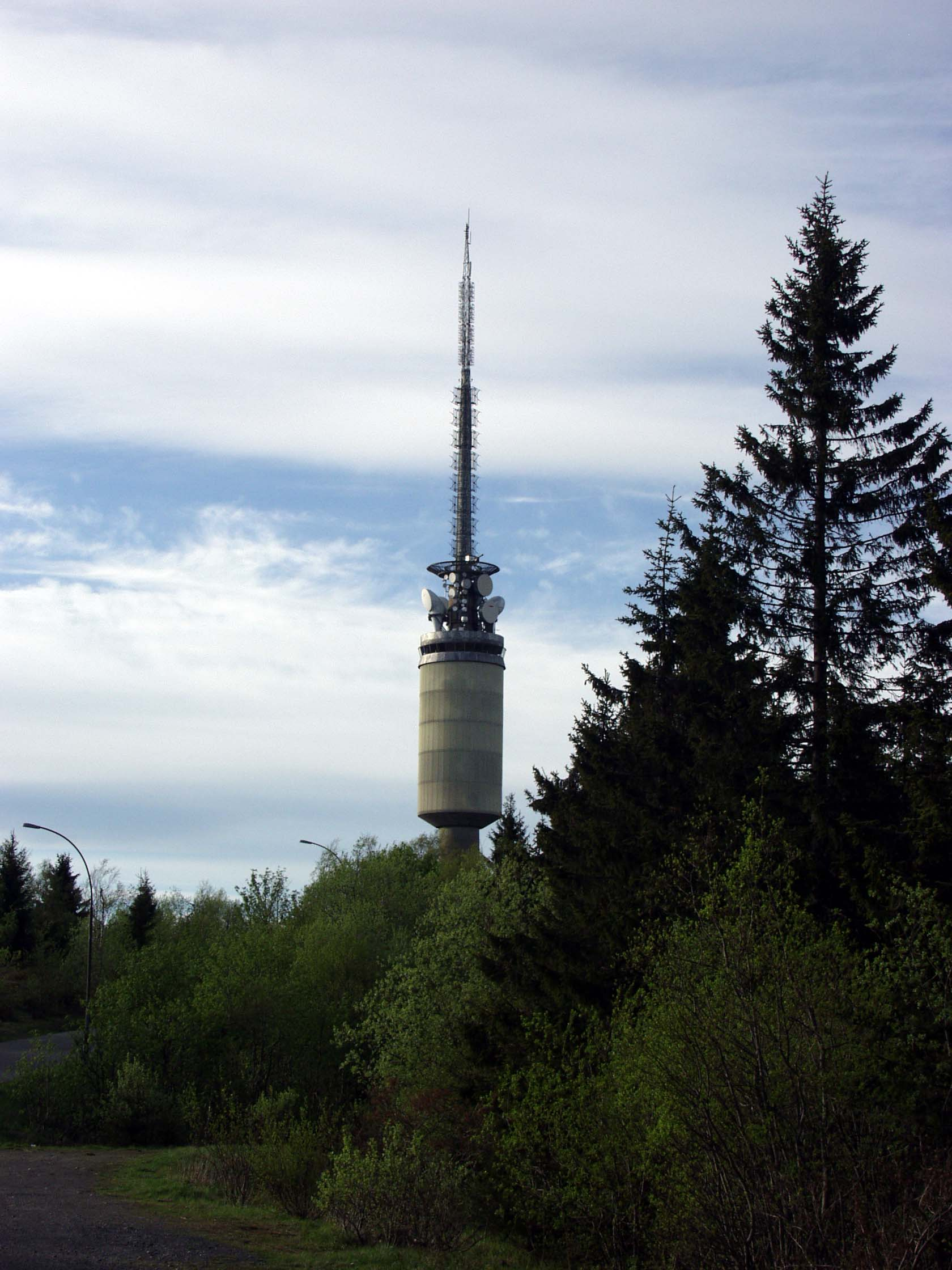
Tryvannstårnet, sommar
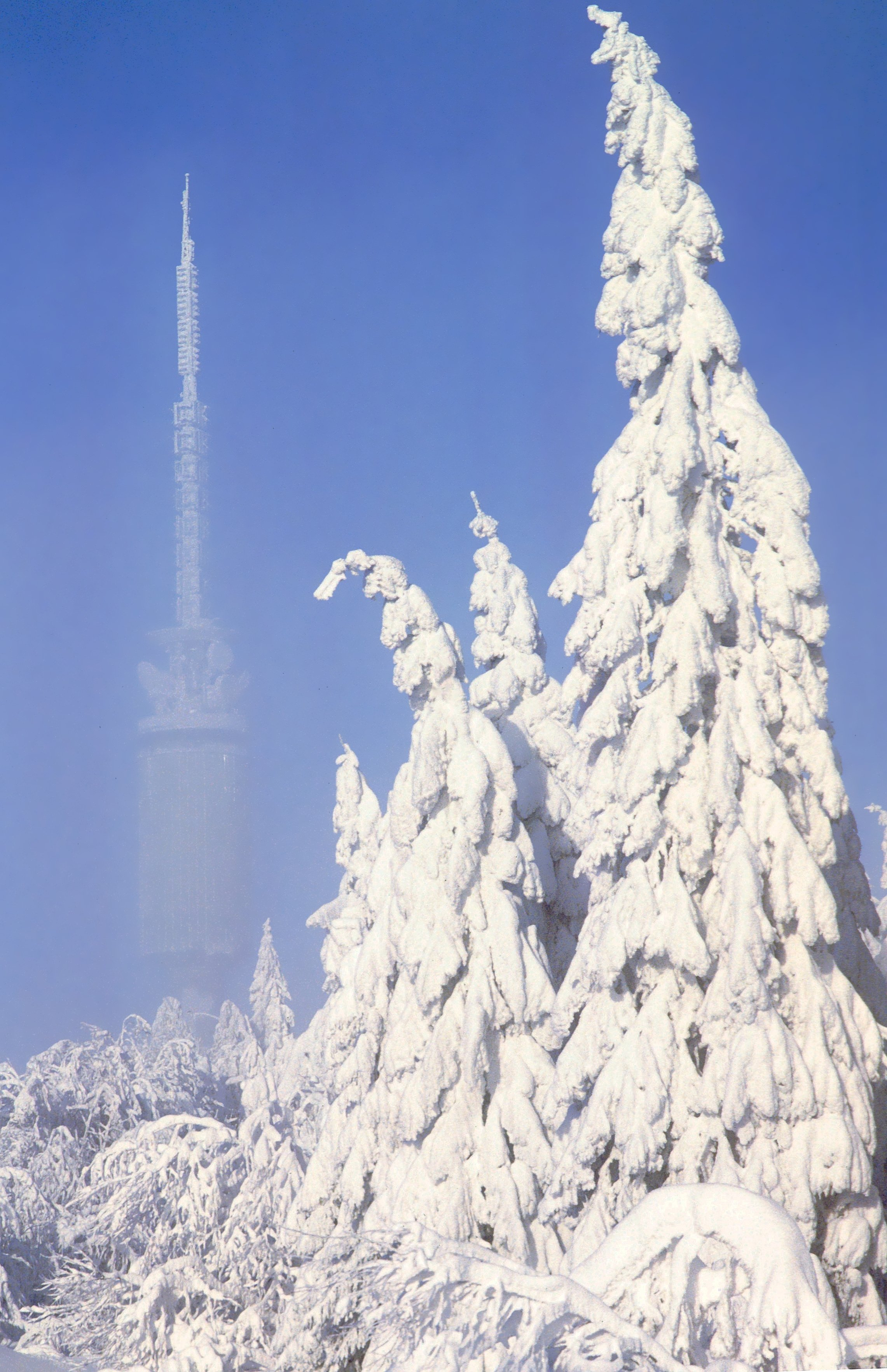
Tryvannstårnet, vinter
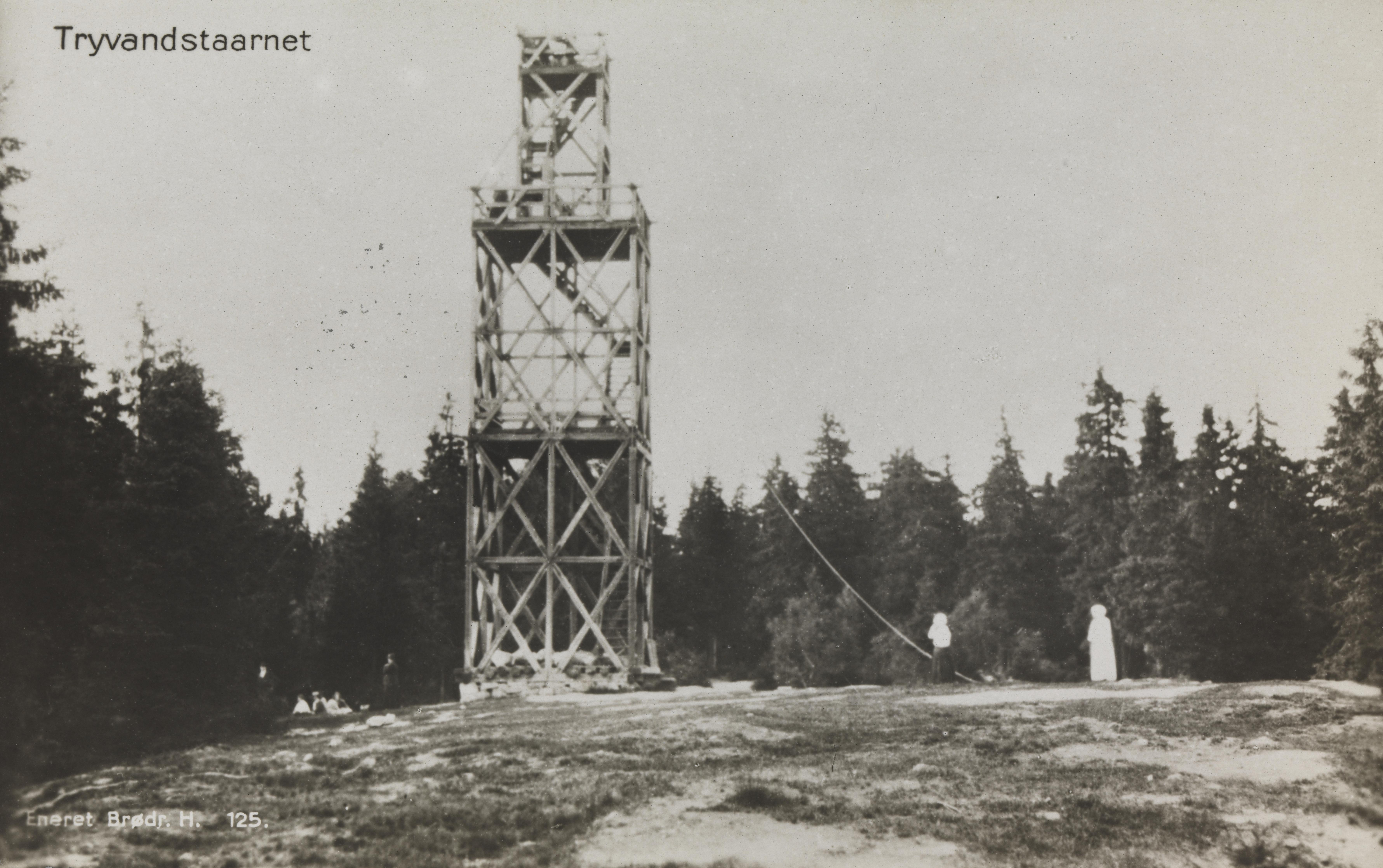
Det andra Tryvannstårnet